# Surinder Singh Gill
Sorinder Singh Gill es un diplomático indio retirado.
- Sorinder Singh Gill es hijo de Sanlosh Sing.
- De 1965 a 1971 fue oficial de las Fuerzas Armadas de India.
- En 1971 entró al servicio de la exterior.
- De enero de 1973 a marzo de 1974 fue Atache en el Ministerio de Asuntos Exteriores (India).
- De marzo de 1974 a octubre de 1976 fue secretario embajada de primera clase en Bagdad.
- De octubre de 1976 a julio de 1980 fue secretario embajada de primera clase en Bonn.
- De julio de 1980 a enero de 1984 fue director en el Ministerio de Asuntos Exteriores (India).
- De enero de 1984 a julio de 1987 fue consejero de la Alta Comisión en Londres.
- De septiembre de 1987 a agosto de 1989 fue embajador en Pionyang (Corea del Norte).
- De septiembre de 1989 a junio de 1992 fue embajador adjunto en Bruselas (Bélgica).
- De julio de 1992 a noviembre de 1994 fue director del departamento Protocolo de estado en el Ministerio de Asuntos Exteriores (India).
- De noviembre de 1994 a diciembre de 1997 fue Alto Comisionado en Kampala (Uganda).
- Del 17 de diciembre de 1997 a diciembre de 2001 fue embajador en Manama (Baréin).
- De 28 de febrero de 2002 a 31 de agosto de 2005 fue embajador en la Ciudad de México.[1]